# Velký reformovaný kostel (Debrecín)
Velký reformovaný kostel v Debrecínu je největší protestantský kostel v Maďarsku. Byl postaven v letech 1805–1824 v klasicistním slohu na ploše 1 500 m². Stal se symbolem Reformované církve a Debrecínu se proto říká kalvinistický Řím. Stojí v centru města mezi ulicí Kossuthovou a Kalvínovou.
Původně zde stál kostel z 10. století, který vyhořel. V letech 1297–1311 byl na jeho místě postaven gotický kostel sv. Ondřeje s půdorysem 16×46 metrů. Také ten v roce 1564 vyhořel a debrecínští protestanti s podporou sedmihradského prince Jiřího I. Rákocziho kostel v letech 1626–1628 přestavěli. Věž byla přistavěna v letech 1640–1642 a do ní umístěn největší zvon z maďarských protestantských kostelů. Byl odlit z rakouských děl ukořistěných roku 1636 Jiřím Rákóczim. V roce 1707 byl kostel značně poškozen císařským vojskem během Rákócziho protihabsburského povstání. Vyhořel také během velkého požáru města 11. června 1802, který zničil i většinu Debrecínu.
Nový kostel začal 8. dubna 1805 stavět architekt Mihály Péchy, ale původní velkorysý projekt musel být z finančních důvodů redukován. Věže s barokními prvky jsou vysoké 61 metrů. Západní věž byla postavena v roce 1818. Je v ní umístěn pátý největší zvon v Maďarsku o váze 3 800 kg. Je přístupná návštěvníkům a je zní dobrý výhled na město. Východní věž byla dostavěna 6. srpna 1821. Původně plánovaná kopule nebyla postavena a mezi věžemi proto vznikl velký prázdný prostor s nezajímavou fasádou. V letech 1823–1824 byla proto fasáda upravena stavitelem Károly Rablem.
14. dubna 1848 se zde během Maďarské revoluce konal Uherský sněm, na němž Lajos Kossuth vyhlásil deklaraci nezávislosti a byl zvolen místodržícím. V kostele je vystaveno křeslo, ve kterém seděl. Před kostelem je také Kossuthův pomník. V prosinci 1944 se zde také sešlo prozatímní Národní shromáždění.
Hlavní loď, dlouhá 55 metrů a široká 14 metrů, se kříží s lodí dlouhou 38 metrů a širokou 14 metrů. Strop je vysoký 21 metrů a kostel má kapacitu 5 000 osob. Kostel má dvoje varhany z let 1838 a 1981.